# 梶川喬介
梶川 喬介（かじかわ きょうすけ、1987年9月5日 - ）は、日本の元ラグビーユニオン選手。

## プロフィール
- 福岡県出身。
- ポジションはロック (LO)、フランカー(FL)。
- 身長: 188 cm、体重: 105 kg[2]
- ニックネームはかじ。
- 日本代表キャップは4。（2016年11月現在）
- ジュニア・ジャパンのバックアップメンバーに選ばれたことがある[3]。

## 略歴
13歳からラグビーを始める。 
2006年、福岡工大城東高校卒業後、福岡工業大学に入る。
2010年、福岡工業大学卒業後、東芝ブレイブルーパス(現・東芝ブレイブルーパス東京)に加入。
2011年12月3日に行われたジャパンラグビートップリーグ第5節のNTTコミュニケーションズシャイニングアークス戦に途中出場で公式戦初出場を果たす。 
2015年、東芝ブレイブルーパスの副将に就任した。
2016年11月5日に行われたリポビタンDチャレンジカップ2016アルゼンチン戦にて先発出場で日本代表初キャップを獲得し同月の日本代表欧州遠征でも全三試合に先発出場した。また同年12月にはスーパーラグビーサンウルブズの2017年スコッドに入った。
2024年5月、東芝ブレイブルーパス東京を退団し、併せて現役を引退した。